# 上山 (臺灣)
上山，是臺灣新竹縣芎林鄉的一個傳統地域名稱，位於該鄉西北部。相較於今日行政區，其範圍大致為上山里不含西南端凸出部分。

## 歷史
台灣清治末期至日治初期，上山地區為一街庄，稱為「上山庄」，隸屬於竹北一堡。該庄西北與下山庄為鄰，東北與石頭坑庄為鄰，東與水坑庄為鄰，東南邊為九芎林庄，西南邊為崁下庄、三崁店庄。
1901年（日治明治三十四年）11月，全台廢縣廳改設二十廳，該庄隸屬於新竹廳。1909年（明治四十二年）10月，合併二十廳為十二廳，該庄隸屬不變。1920年（大正九年），廢十二廳改設五州二廳，該庄改制為「上山」大字，隸屬於新竹州竹東郡芎林庄。
戰後芎林庄改制為芎林鄉，隸屬於新竹縣，大字亦改制為村。1950年桃、竹、苗分治，芎林鄉隸屬不變。

## 交通
縣道115號是觀音至芎林的道路，大致以縱向蜿蜒經過上山地區東部，行經一段經芎林地區路段後，再以東北—西南走向經過本地區南端。由該道路向北可前往新埔市區、楊梅、新屋、觀音等地，向西南出邊界不遠處即止於縣道120號路口。
縣道120號是竹北下斗崙至尖石八五大橋的道路，大致以西北—東南走向經過本地區西南部邊界地帶，向西北可前往六家北郊後於竹北下斗崙與省道台1線交會，向東南可前往芎林市區南郊、內灣、尖石等地。
縣道123號是下山橋至竹東的道路，大致以西北—東南走向經過本地區中部偏西南地帶，向西北可前往下山橋與縣道120號交會，向東南可前往芎林市區、竹東等地。